# Aphelandra formosa
Aphelandra formosa là một loài thực vật có hoa trong họ Ô rô. Loài này được (Humb. & Bonpl.) Nees mô tả khoa học đầu tiên năm 1847.